# Performocracy
Performocracy är hårdrocksbandet The Poodles fjärde album och släpptes den 15 april 2011 på Frontiers Records. Albumet producerades av Mats Valentin.

## Låtlista
1. "I Want It All" (Jakob Samuel, Leonard Johansson, Mats Valentin)
2. "Until Our Kingdom Falls" (Jakob Samuel, Richard Nilsson)
3. "Father to a Son" (Jakob Samuel, Jonas Reingold)
4. "I Believe in You" (Pontus Egberg, Henrik Bergqvist)
5. "Cuts Like a Knife" (Jakob Samuel, Johan Lyander, Matti Alfonzetti, Adam Alvermark)
6. "As Time Is Passing" (Jakob Samuel, Jarmo Lindell, Johan Lyander, Matti Alfonzetti)
7. "Love Is All" (Jakob Samuel, Leonard Johansson, Mats Valentin)
8. "Your Time Is Now" (Pontus Egberg, Henrik Bergqvist)
9. "Action!" (Jakob Samuel, Mats Valentin)
10. "Bring Back the Night" (Pontus Egberg, Henrik Bergqvist)
11. "Vampire's Calling" (Jakob Samuel, Richard Nilsson)
12. "Into the Quiet Night" (Pontus Egberg, Henrik Bergqvist)
13. "Don't Tell Me" (bonus track - demo) (Pontus Egberg, Henrik Bergqvist, Jakob Samuel)

## Medverkande
- Jakob Samuel - sång, medproducent
- Pontus Egberg - bas
- Henrik Bergqvist - gitarr
- Christian Lundqvist - trummor

- Bakgrundssång: The Poodles och Anders Von Hofsten

- Mats Valentin - produktion, inspelning
- Tobias Lindell - mixing

## Listplaceringar
| Lista (2011) | Topplacering |
| ------------ | ------------ |
| Sverige      | 1            |

### Fotnoter
1. ↑  ”Listplacering”. http://swedishcharts.com/showitem.asp?interpret=The+Poodles&titel=Performocracy&cat=a. Läst 2 maj 2011.